# Europeiska lagmästerskapen i friidrott 2009
Europeiska lagmästerskapen i friidrott 2009 var den första tävlingen i europeiska lagmästerskapen i friidrott. Tävlingen avgjordes den 20–21 juni 2009.

## Superligan
Superligan, den högsta divisionen, avgjordes i Leiria i Portugal där 12 länder deltog. Segern gick till Tyskland. Tre länder blev nedflyttade till förstaligan och det var Tjeckien, Portugal och Sverige.
| Pos | Nation         | Poäng |
| --- | -------------- | ----- |
| 1   | Tyskland       | 326.5 |
| 2   | Ryssland       | 320   |
| 3   | Storbritannien | 303   |
| 4   | Frankrike      | 301   |
| 5   | Polen          | 289   |
| 6   | Italien        | 278   |
| 7   | Ukraina        | 265.5 |
| 8   | Spanien        | 257   |
| 9   | Grekland       | 216.5 |
| 10  | Tjeckien       | 213.5 |
| 11  | Portugal       | 200   |
| 12  | Sverige        | 138   |

## Förstaligan
Förstaligan avgjordes i Bergen i Norge. Tre länder tog sig upp till superligan och det var Vitryssland, Finland och Norge. Två länder Schweiz och Serbien ramlade ned till andraligan.
| Pos | Nation        | Poäng |
| --- | ------------- | ----- |
| 1   | Belarus       | 332   |
| 2   | Finland       | 289   |
| 3   | Norge         | 279   |
| 4   | Nederländerna | 274   |
| 5   | Belgien       | 269.5 |
| 6   | Turkiet       | 266.5 |
| 7   | Rumänien      | 262.5 |
| 8   | Ungern        | 260   |
| 9   | Slovenien     | 252.5 |
| 10  | Estland       | 223   |
| 11  | Schweiz       | 203   |
| 12  | Serbien       | 191   |

## Andraligan
Andraligan avgjordes i Banska Bystrica i Slovakien där två länder tog sig upp till förstaligan, nämligen Litauen och Irland. Två länder, Bulgarien och Cypern, blev nedflyttade till tredjeligan. 
| Pos | Nation    | Poäng |
| --- | --------- | ----- |
| 1   | Litauen   | 216   |
| 2   | Irland    | 200.5 |
| 3   | Lettland  | 181   |
| 4   | Österrike | 180.5 |
| 5   | Slovakien | 180   |
| 6   | Kroatien  | 174   |
| 7   | Bulgarien | 163   |
| 8   | Cypern    | 140   |

## Tredjeligan
Tredjeligan avgjordes i Sarajevo i Bosnien och Hercegovina. Totalt deltog 13 nationer. Två länder, Israel och Moldavien, tog sig upp till andraligan. Under förkortningen AASSE (Athletic Association of Small States of Europe) döljer sig Liechtenstein, Malta, Monaco och San Marino som tävlade tillsammans.
| Pos | Nation                  | Poäng |
| --- | ----------------------- | ----- |
| 1   | Israel                  | 401.5 |
| 2   | Moldavien               | 393.5 |
| 3   | Danmark                 | 391   |
| 4   | Bosnien och Hercegovina | 357   |
| 5   | Azerbajdzjan            | 327.5 |
| 6   | Island                  | 327   |
| 7   | Luxemburg               | 292   |
| 8   | Armenien                | 245.5 |
| 9   | Georgien                | 227   |
| 10  | Montenegro              | 217.5 |
| 11  | AASSE                   | 135   |
| 12  | Andorra                 | 123   |
| 13  | Nordmakedonien          | 116.5 |